# Gheada

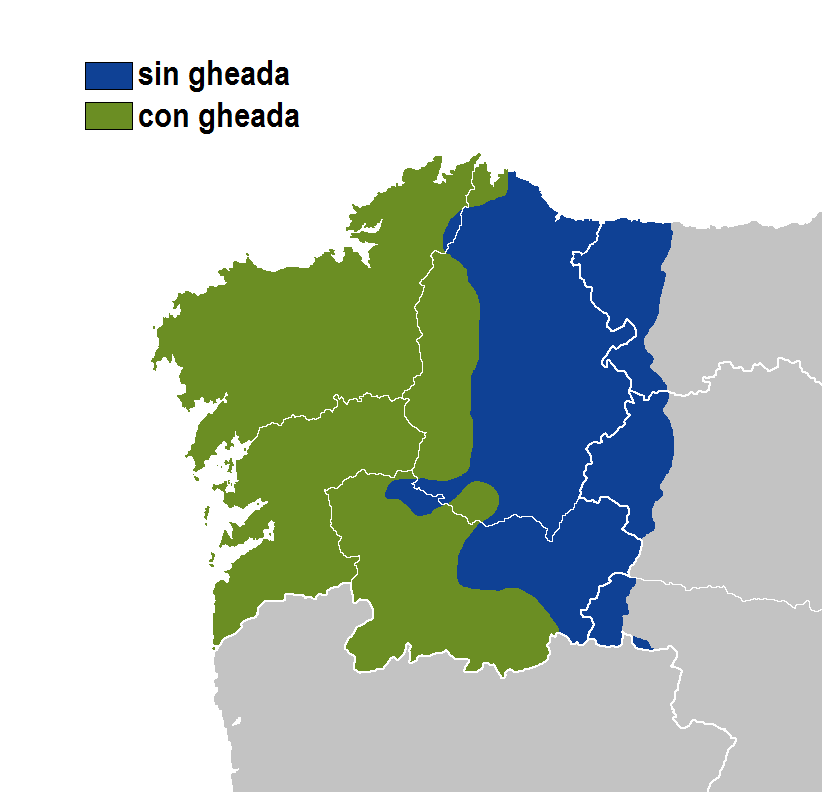
Gheada
Nem gheada

A gheada (ejtsd: [heáda], IPA [xeˈaða]) a galiciai nyelv kiejtésbeli sajátossága, amely abból áll, hogy a sztenderd nyelvváltozatban [g]-nek vagy – magánhangzók között – [ɣ]-nek ejtett /g/ fonéma zöngétlen réshangként – [ħ] vagy [x] – valósul meg. A gheada a galiciai nyelvterület teljes nyugati felén – Lugo provincia nyugati részétől kezdődően – elterjedt jelenség, így a beszélt nyelvben teljesen elfogadott.

## Példák
| példa | sztenderd | gheada               | jelentés  |
| ----- | --------- | -------------------- | --------- |
| gato  | [ˈgato]   | [ˈxato] vagy [ˈħato] | ’macska’  |
| pago  | [ˈpaɣo]   | [ˈpaxo] vagy [ˈpaħo] | ’fizetés’ |

Ha az efféle kiejtést írásban akarják szemléltetni, átírására a gh digráfot használják: ghato, pagho.

## Eredete
A gheada eredetét illetően az alábbi feltételezések léteznek:
- Paleohispániai szubsztrátum, azaz valamely eredetileg ott beszélt preromán nyelv hatása. Ez az elmélet azonban nem igazolható, ma már elavultnak számít.
- Egyes nyelvészek a spanyol nyelv hatásának tulajdonítják. A gallegóban ugyanis nem létezik a kasztíliaira jellemző /x/ fonéma (írásban a j vagy e, i előtt a g jelöli), ezért azt feltételezik egyesek, hogy amikor a művelt galiciai rétegek spanyolul próbáltak beszélni (a galiciai ugyanis nagyon sokáig csak egy „tájszólásnak” számított Spanyolországban), hiperkorrekciók léptek fel, melyek a későbbi gheadát eredményezték. Ez ellen szól viszont, hogy a jelenség éppen arra a térségre és archaikus zónákra jellemző, amelyek elég távol esnek a legkorábban elkasztíliaiasodott területektől és a spanyol nyelv hatásától.
- Belső szerkezeti nyelvváltozás, amely több nyelvben is megfigyelhető, például a hollandban vagy a spanyolban.

## Fordítás
- Ez a szócikk részben vagy egészben a gheada című galiciai Wikipédia-szócikk fordításán alapul.  Az eredeti cikk szerkesztőit annak laptörténete sorolja fel. Ez a jelzés csupán a megfogalmazás eredetét és a szerzői jogokat jelzi, nem szolgál a cikkben szereplő információk forrásmegjelöléseként.
- Ez a szócikk részben vagy egészben a gheada című spanyol Wikipédia-szócikk fordításán alapul.  Az eredeti cikk szerkesztőit annak laptörténete sorolja fel. Ez a jelzés csupán a megfogalmazás eredetét és a szerzői jogokat jelzi, nem szolgál a cikkben szereplő információk forrásmegjelöléseként.